# زنامينسكويي (أومسك)
زنامينسكويي (بالروسية: Знаменское) هي مدينة في مقاطعة أومسك أوبلاست في روسيا.
يبلغ عدد سكانها حوالي 5291 نسمة.